# Putnok
Putnok (en eslovaco: Putnok o Putník) es una ciudad en el condado de Borsod-Abaúj-Zemplén, en el norte de Hungría. Se encuentra a 40 kilómetros de Miskolc, entre las montañas de Bükk y el río Sajó.

## Historia
La zona ha estado habitada desde el Neolítico. Hasta 1283 fue propiedad real, perteneciente al territorio de Gömör. En 1283, el rey László IV la cedió a la familia Rátolth (posteriormente, la familia Putnoky). Esta familia contribuyó enormemente al desarrollo de la ciudad, pero tras la muerte de Miklós, fundador de la dinastía, surgió una disputa familiar que causó graves daños a los habitantes de la ciudad y sus demás territorios.
La familia Putnoky mandó construir el castillo de Putnok entre 1412 y 1427. Durante la ocupación turca de Hungría, el castillo fue destruido y en 1834 se construyó una casa solariega en su lugar. La ciudad experimentó un gran desarrollo en el siglo XIX, pero perdió su estatus de ciudad en 1881.
Tras la Primera Guerra Mundial, en 1920 se firmó el Tratado de Trianón. El 92% del condado de Gömör-Kishont fue cedido a la recién formada Checoslovaquia. Solo sus extremos sureste, incluyendo Putnok, permanecieron en Hungría. Siendo el pueblo más grande de lo que quedaba del condado, Putnok se convirtió en su capital. Poco después, este pequeño condado se fusionó con el vecino condado de Borsod, formando Borsod-Gömör-Kishont y, después de 1950, Borsod-Abaúj-Zemplén. Putnok perdió su importancia; en muchos sentidos, su papel fue asumido por Ózd, aunque recuperó su estatus de ciudad el 1 de marzo de 1989.

## Lugares de interés turístico
- Museo Gömör
- Galería László Holló

## Ciudades hermanadas
Putnok está hermanada con:
- Fécamp, Francia
- Ludgeřovice, Chequia
- Nowy Żmigród, Polonia
- Tisovec, Eslovaquia
- Tornaľa, Eslovaquia